# Holandia na Letnich Igrzyskach Olimpijskich 1908
Holandię na Letnich Igrzyskach Olimpijskich 1908 w Londynie reprezentowało 113 sportowców (sami mężczyźni) startujących w 11 dyscyplinach. Był to 2 start na letnich igrzyskach olimpijskich reprezentacji Holandii.

## Zdobyte medale
| Medal | Zawodnik | Dyscyplina  | Konkurencja                   | Rezultat                                          |
| ----- | --- | ----------- | ----------------------------- | ------------------------------------------------- |
| Brąz  | Reinier Beeuwkes Karel Heijting Lou Otten Eetje Sol Bok de Korver Miel Mundt Jan Kok Caius Welcker Edu Snethlage Jops Reeman Jan Thomée Frans de Bruijn Kops John Heijning Lo La Chapelle Vic Gonsalves Jan van den Berg | Piłka nożna | turniej mężczyzn              | w meczu o 3. miejsce pokonali drużynę Szwecji 2:0 |
| Brąz  | Johan Burk Hermannus Höfte Albertus Wielsma Bernardus Croon | Wioślarstwo | czwórka bez sternika mężczyzn |                                                   |

## Skład kadry

### Kolarstwo
- Johannes van Spengen

Sprint - odpadł w półfinale
5000 metrów - 6. miejsce
20 km - nie ukończył
- Gerard Bosch van Drakestein

Sprint - odpadł w eliminacjach
5000 metrów - 7. miejsce
20 km - odpadł w eliminacjach
100 km - nie ukończył
- Dorus Nijland

Sprint - odpadł w eliminacjach
5000 metrów - odpadł w eliminacjach
20 km - nie ukończył
100 km - nie ukończył
- Anton Gerrits

Sprint - odpadł w eliminacjach
5000 metrów - odpadł w eliminacjach
- Georgius Damen

Sprint - odpadł w eliminacjach
5000 metrów - nie ukończył
20 km - odpadł w eliminacjach
100 km - nie ukończył
- Johannes van Spengen, Anton Gerrits, Dorus Nijland, Gerard Bosch van Drakestein - 1980 jardów na dochodzenie - 4. miejsce

### Lekkoatletyka
- Victor Henny

100 metrów - odpadł w eliminacjach
200 metrów - odpadł w eliminacjach
400 metrów - odpadł w eliminacjach
- Jacobus Hoogveld

100 metrów - odpadł w eliminacjach
200 metrów - odpadł w eliminacjach
400 metrów - odpadł w eliminacjach
Skok w dal - nie ukończył
Skok w dal z miejsca - nie ukończył
- Evert Koops

100 metrów - odpadł w eliminacjach
200 metrów - odpadł w eliminacjach
400 metrów - odpadł w eliminacjach
400 metrów przez płotki - odpadł w półfinałach
Skok w dal z miejsca - nie ukończył
- Ernestus Greven

100 metrów - odpadł w eliminacjach
200 metrów - odpadł w eliminacjach
- Henk van der Wal

200 metrów - odpadł w eliminacjach
400 metrów - odpadł w eliminacjach
800 metrów - odpadł w eliminacjach
- Cornelis den Held

200 metrów - odpadł w eliminacjach
400 metrów - odpadł w eliminacjach
- Bram Evers

400 metrów - odpadł w eliminacjach
800 metrów - odpadł w eliminacjach
Skok o tyczce - 15. miejsce
Skok w dal - nie ukończył
Skok w dal z miejsca - nie ukończył
- Arie Vosbergen

800 metrów - odpadł w eliminacjach
1500 metrów - odpadł w eliminacjach
Maraton - nie ukończył
- Jacques Keyser

1500 metrów - odpadł w eliminacjach
5 mil - odpadł w eliminacjach
- Willem Wakker

5 mil - odpadł w eliminacjach
Maraton - 20. miejsce
- Wilhelmus Braams

5 mil - odpadł w eliminacjach
Maraton - nie ukończył
- Evert Koops, Jacobus Hoogveld, Victor Henny, Bram Evers - sztafeta 1600 metrów - odpadli w eliminacjach
- Arie Vosbergen, Willem Wakker, Wilhelmus Braams - 3 mile drużynowo - odpadli w eliminacjach
- Willem Winkelman

Chód 3500 metrów - odpadł w eliminacjach
Chód 10 mil - odpadł w eliminacjach
- Piet Ruimers

Chód 3500 metrów - odpadł w eliminacjach
Chód 10 mil - odpadł w eliminacjach
- Jo Goetzee

Chód 3500 metrów - odpadł w eliminacjach
Chód 10 mil - odpadł w eliminacjach
- Jan Huijgen

Chód 3500 metrów - odpadł w eliminacjach
Chód 10 mil - odpadł w eliminacjach
- Piet Soudyn

Chód 3500 metrów - odpadł w eliminacjach
Chód 10 mil - odpadł w eliminacjach
- Herman van Leeuwen - skok wzwyż - 19. miejsce
- Coen van Veenhuijsen - skok o tyczce - 14. miejsce

### Piłka nożna
- Reprezentacja mężczyzn

| - Reinier Beeuwkes - Karel Heijting - Lou Otten - Eetje Sol - Bok de Korver - Miel Mundt - Jan van den Berg - Vic Gonsalves |  | - Jan Kok - John Heijning - Lo La Chapelle - Caius Welcker - Jops Reeman - Edu Snethlage - Jan Thomée - Frans de Bruijn Kops - Trener: Edgar Chadwick |

Reprezentacja Holandii uzyskała automatyczny awans do półfinału.
| 22 października 1908 | Wielka Brytania · Harold Stapley 37', 60', 64', 75' | 4 : 0(1:0) | Holandia | White City Stadium, Londyn Widzów: 6 000 Sędzia: John Howcroft |
|                      |                                                     |            |          |                                                                |

Reprezentacja Szwecji zagrała, gdy pierwsza reprezentacja Francji odmówiła występu.
| 23 października 1908 | Holandia · Jops Reeman 6' · Edu Snethlage 58' | 2 : 0(1:0) | Szwecja | White City Stadium, Londyn Widzów: 1 000 Sędzia: John Pearson |
|                      |                                               |            |         |                                                               |

Reprezentanci Holandii zajęli 3. miejsce.

### Piłka wodna
- Reprezentacja mężczyzn

| - Bouke Benenga - Johan Cortlever - Frederik Hulswit - Eduard Meijer |  | - Karel Meijer - Piet Ooms - Johan Rühl |

Reprezentanci Holandii zajęli 4. miejsce.

### Pływanie
- Lambertus Benenga - 100 metrów stylem dowolnym - odpadł w eliminacjach
- Bouke Benenga - 100 metrów stylem dowolnym - odpadł w eliminacjach
- Friedrich Meuring - 400 metrów stylem dowolnym - odpadł w eliminacjach
- Piet Ooms - 1500 metrów stylem dowolnym - odpadł w eliminacjach
- Eduard Meijer - 1500 metrów stylem dowolnym - odpadł w eliminacjach
- Bartholomeus Roodenburch - 100 metrów stylem grzbietowym - odpadł w eliminacjach
- Johan Cortlever - 100 metrów stylem grzbietowym - odpadł w eliminacjach

### Tenis ziemny
- Roelof van Lennep - gra pojedyncza - 16. miejsce
- Christiaan van Lennep - gra pojedyncza - 26. miejsce
- Christiaan van Lennep, Roelof van Lennep - gra podwójna - 7. miejsce

### Wioślarstwo
| Konkurencja | Zawodnik                                                    | Runda 1 | Runda 1 | Ćwierćfinał | Ćwierćfinał | Półfinał | Półfinał | Finał          | Finał          | Pozycja |
| Konkurencja | Zawodnik                                                    | Czas    | M.      | Czas        | M.          | Czas     | M.       | Czas           | M.             | Pozycja |
| ----------- | ----------------------------------------------------------- | ------- | ------- | ----------- | ----------- | -------- | -------- | -------------- | -------------- | ------- |
| M4-         | Hermannus Höfte Albertus Wielsma Johan Burk Bernardus Croon |         |         |             |             | b.d.     | 2.       | Nie awansowali | Nie awansowali | brąz    |

### Zapasy
- Frits Bruseker - waga lekka, styl klasyczny - 9. miejsce
- Jacob van Moppes - waga lekka, styl klasyczny - 17. miejsce
- Jaap Belmer - waga średnia, styl klasyczny - 5. miejsce
- Aäron Lelie - waga średnia, styl klasyczny - 9. miejsce
- Jacobus Lorenz - waga średnia, styl klasyczny - 9. miejsce
- Gerrit Duijm - waga średnia, styl klasyczny - 17. miejsce
- Jacob van Westrop - waga lekkociężka, styl klasyczny - 5. miejsce
- Douwe Wijbrands - waga lekkociężka, styl klasyczny - 9. miejsce
- Leendert van Oosten - waga lekkociężka, styl klasyczny - 9. miejsce